# Mérenvielle
Mérenvielle (em occitano:  Merenvièla) é uma comuna francesa na região administrativa da Occitânia, no departamento do Alto Garona. Estende-se por uma área de 10.45 km², com 492 habitantes, segundo o censo de 2018, com uma densidade de 47 hab/km².